# Thomas Cletcher
Thomas Cletcher, (také Cletscher, Clisser, Clitsert, Clitchert, van Cletche) (1598 Haag – 2. června 1666 Amersfoort), byl nizozemský zlatník, klenotník a významný obchodník s drahokamy v období raného baroka, dvorní klenotník britské rodiny Stuartovců, od roku 1643 radní a v letech 1652 – 1657 purkmistr města Haagu.

## Život

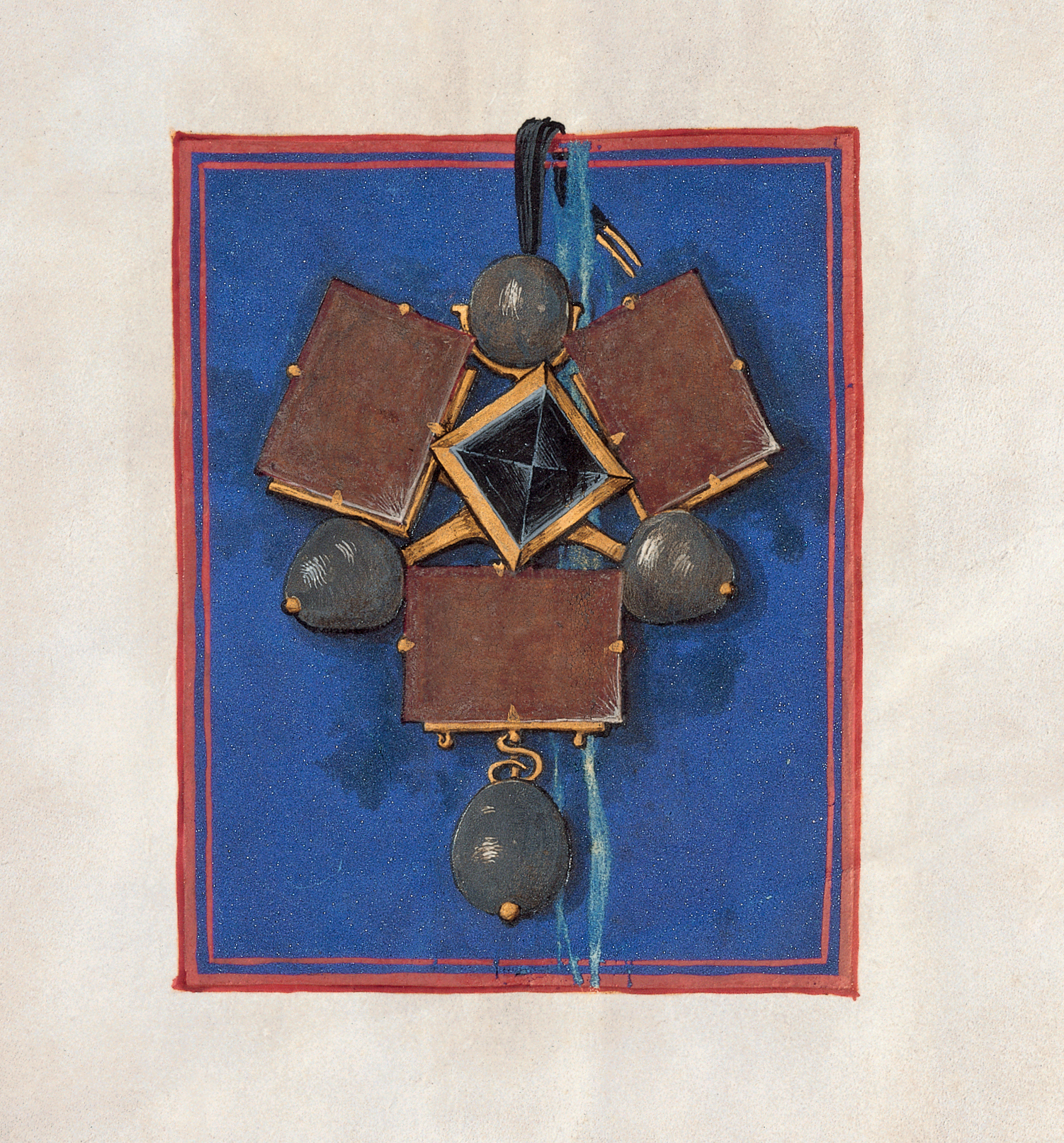
Burgundský přívěsek Tři bratři z majetku britského krále, uprostřed jehlancový tmavě modrý diamant, kolem něj tři spinely a perly, kolorovaná kresba, před r. 1645

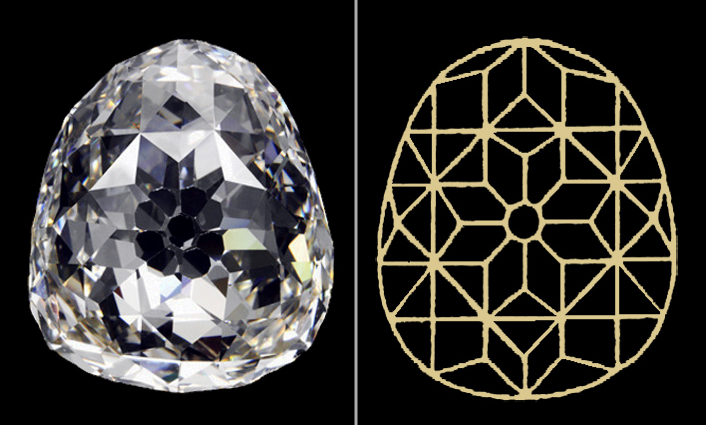
Diamant Krásný Sancy, replika a Cletcherova kresba

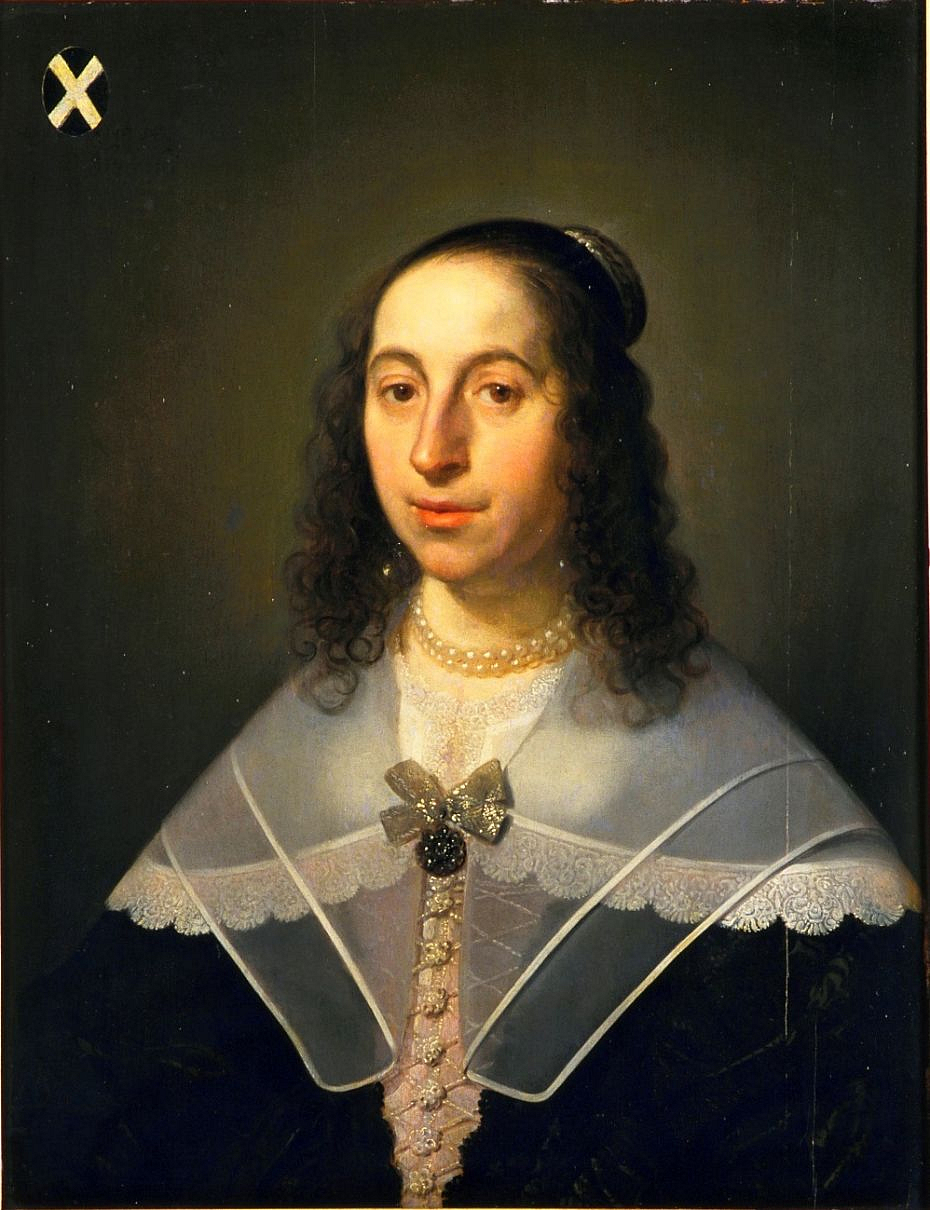
Manželka Anna Cletcher-Hoeufftová (1608-1664) s perlovým náhrdelníkem a diamantovou broží

Jeho otec, Thomas Cletcher senior, pocházel z třetí generace původem britské rodiny z Colchesteru, usazené a naturalizované v Nizozemí, matka Tanneken van Bree byla Holanďanka. Bratr Daniel Cletcher (1599-1632) byl kartograf a návrhář erbů.
Oženil se s Annou Ghijsbertiovou, dcerou zlatníka - šperkaře, což mu zajistilo nejen dílnu, ale i přijetí do profesní organizace (gildy, tj. cechu) a usnadnilo vstup mezi radní města Haagu. Po roce manželka zemřela a oženil se podruhé, tentokrát s Annou, dcerou vlivného obchodníka Hoeuffta z Dordrechtu. S ní měl čtyři syny a dceru, syn Robert Fletcher se stal malířem. V roce 1630 byl zvolen představeným cechu zlatníků a stříbrníků. Od roku 1643 byl radním a v letech 1652 – 1657 purkmistrem města Haagu. V letech 1656-1660 byl jedním z kostelníků kostela sv. Jakuba v Haagu, což tehdy byla významná funkce strážce chrámového pokladu a manažera slavností při pohřebišti vévodů oranžských.
Jeho kariéru šperkaře nastartoval šperk pro oranžského prince Frederika Hendrika. Roku 1625 britská královna Marie Henrietta pro dluhy musela dát do zástavy šperkovou ozdobu klobouku zvanou Zrcadlo Velké Británie se třemi raritně velkými diamanty a jedním rubínem, zděděnou po králi Jakubovi VI. Dochovala se z ní jen Cletcherova kresba, poté byly drahokamy rozděleny, pravděpodobně v Cletcherově dílně. Největší z diamantů, Velký Sancy o váze 55 karátů, vykoupil král Karel I. Stuart později zpět, ostatní Cletcher rozštípal na menší, vybrousil a rozprodal. Touto transakcí se proslavil a stal se vyhledávaným odhadcem a kupcem klenotů, nejen v zastavárnách. Důležitým pramenem o klenotech, které mu prošly rukama, je jeho skicák s kresbami a poznámkami. Dalším klenotem, gotickým přívěskem zvaným podle 3 drahokamů (spinelů) Tři bratři, potřeboval britský král financovat první občanskou válku, od roku 1645 je nezvěstný. O Fletcherově podílu na jeho rozebrání (a tím zničení umělecké práce kvůli darhokamům) se jen spekuluje.
Z pozůstalosti francouzské královny Marie Medicejské roku 1644 koupil 34,98 karátový diamant Krásný Sancy (Beau Sancy) hruškovitého tvaru, který od té doby prošel mnoha sbírkami a naposledy se objevil v aukci v roce 2012. V roce 1652 Cletcher prodal perlový náhrdelník královně vdově Marii Henriettě, která po popravě svého manžela Karla I. uprchla do Paříže. Kromě těchto činností byl Fletcher považován za lichváře.
Obchodními transakcemi se domohl značného jmění. V roce 1627 začínal s kapitálem 6000 guldenů a v roce 1654 již měl kolem 90 000 guldenů.

## Dílo
- Šperk ve tvaru ratolesti kokoříku mnohokvětého, vzácné květiny, známé jako „Šalamounova pečeť“ (1626); za 27 tisíc guldenů sponu zakoupil Frederick Hendrik, princ Oranžský a habsburský místodržitel v Haagu, což byla dobrá reklama pro další zákazníky z evropských šlechtických rodů.
- Šperky s diamanty, které štípal, řezal a brousil.